# Orestias crawfordi
Orestias crawfordi är en fiskart som beskrevs av Tchernavin, 1944. Orestias crawfordi ingår i släktet Orestias och familjen Cyprinodontidae. Inga underarter finns listade i Catalogue of Life.